# Lilian Westphal
Lilian Westphal (18 de marzo de 1926 - 4 de agosto de 1997) fue una autora y actriz y directora teatral y radiofónica alemana.

## Biografía
Nacida en Zürich, Suiza, Lilian Westphal estudió interpretación en la Hochschule für Musik und Theater de Dresde. Obtuvo sus primeros compromisos teatrales en 1946 en Dresde y en Nordhausen, actuando entre 1947 y 1949 en el Städtischen Bühnen de Leipzig, y entre 1949 y 1951 en el Bayerischen Staatsschauspiel de Múnich. Otros teatros en los cuales actuó fueron el Theater der Stadt de Baden-Baden (1951/52) y el Schauspielhaus Zürich (1952–1954), donde participó, entre otras piezas, en la de Luigi Pirandello Seis personajes en busca de autor. Entre 1956 y 1966 actuó en el Theater Basel (en 1956 fue Olga en la pieza de Antón Chéjov Las tres hermanas), el Theater am Central de Zúrich (en 1957 encarnó a Frau Linde en Nora, de Henrik Ibsen) y el Deutsches Theater de Gotinga. Además de ello, Lilian Westphal hizo algunos papeles en producciones cinematográficas y televisivas.
En el ámbito radiofónico, Lilian Westphal trabajó, no solamente como actriz, sino también como autora y directora. A partir de 1959 fue directora en Schweizer Radio DRS y en Bayerischer Rundfunk. Entre las producciones en las que trabajó figuran los programas Dickie Dick Dickens, a partir de Rolf y Alexandra Becker, y Doktor Doolittle, a partir de Hugh Lofting.
Lilian Westphal se casó en primeras nupcias con Valentin Gitermann, siendo su segundo esposo Helmut Kirchammer. Fue la madre de la periodista suiza Isabel Baumberger. 
Westphal falleció en Aurigeno, Suiza, en el año 1997.

## Filmografía
- 1962 : Chikita
- 1967 : Liebesgeschichten (serie TV), 1 episodio
- 1970 : Das Landhaus (miniserie)
- 1976 : Die plötzliche Einsamkeit des Konrad Steiner

## Radio (dirección o locución)
- 1947 : Paul van der Hurk: Schuß im Rampenlicht, dirección de Cay Dietrich Voss
- 1950 : Pedro Calderón de la Barca: Santa Maria von Toledo, dirección de Albert Hörrmann
- 1952 : Wilhelm Wehmeyer: Ich kannte die Stimme, dirección de Gert Westphal
- 1961 : Louis Verneuil: Lieben und lieben lassen, dirección de Werner Hausmann
- 1962 : Jean Giraudoux: Undine, dirección de Robert Bichler
- 1968 : Robert Thomas: Der zweite Schuß, dirección de Ulrich Studer
- 1974 : Victor Canning: Der Trick, zu verschwinden, dirección de Edmund Steinberger
- 1975 : Collier Young: Herz zu verpflanzen gesucht (2 episodios) Heinz-Günter Stamm
- 1977 : Max Christian Feiler: Die sechste Frau, dirección de Heinz-Günter Stamm
- 1977 : Jack Pearl: Die Bombe kam vom Weihnachtsmann, dirección de Lilian Westphal
- 1978 : Rolf und Alexandra Becker: Gestatten, mein Name ist Cox, dirección de Peter M. Preissler
- 1978 : H. M. Mons: Hasenklein kann nichts dafür, dirección de Heinz-Günter Stamm
- 1979 : Eduardo De Filippo: Samstag, Sonntag, Montag, dirección de Lilian Westphal
- 1979 : Robert L. Fish: Übergabe zwei Uhr nachts, dirección de Lilian Westphal
- 1980 : Helmuth M. Backhaus: Die Scotland Yard-Story (2 episodios), dirección de Alexander Malachovsky
- 1981 : Jürgen Thorwald: Das Jahrhundert der Detektive (5º episodio:  Ein tragischer Unfall), dirección de Alexander Malachovsky
- 1982 : Sorche Nic Leodhas: Das Haus, in dem es nicht spukte, dirección de Lilian Westphal
- 1982 : Sorche Nic Leodhas: Der Geist mit Pfiff, dirección de Lilian Westphal
- 1982 : Irene Rodrian: ... trägt Anstaltskleidung und ist bewaffnet, dirección de Lilian Westphal
- 1982 : Rolf y Alexandra Becker: Die Experten (5º episodio: Das Souper findet nicht statt), dirección de Walter Netzsch
- 1983 : Frederic Brown: Noch einmal davongekommen, dirección de Lilian Westphal
- 1985 : Eduardo de Filippo: Filumena Marturano, dirección de Lilian Westphal
- 1991 : Saul O’Hara: Heiraten ist immer ein Risiko, dirección de Lilian Westphal
- 1993 : Oscar Wilde: Das Gespenst von Canterville, dirección de Lilian Westphal
- 1995 : Hugh Lofting: Dr. Doolittle und der Zirkus (1ª parte: Das Zirkusleben beginnt) , dirección de Lilian Westphal
- 1995 : Hugh Lofting: Dr. Doolittle und der Zirkus (2ª parte: Die Robbe Sophie aus Alaska) , dirección de Lilian Westphal
- 1995 : Hugh Lofting: Dr. Doolittle und der Zirkus (3ª parte: Die Flucht zum Meer) , dirección de Lilian Westphal
- 1995 : Hugh Lofting: Dr. Doolittle und der Zirkus (4ª parte: Eine Verhaftung und eine Fuchsjagd) , dirección de Lilian Westphal